# Decauville-Bahn Sarigol-Snevci
| Zwei französische Decauville-Loks der Bauart Progrès |                     |                                                |                                                |
| Streckenverlauf |                     |                                                |                                                |
| Streckenlänge: | 46 km               |                                                |                                                |
| Spurweite: | 600 mm (Schmalspur) |                                                |                                                |
| |                     |                                                |                                                |
| \| \| 25 \| Snevci (Snenče) heute Kendriko (Κεντρικό) \| Snevci (Snenče) heute Kendriko (Κεντρικό) \| \| \| + 11 \| Rajanova heute Vathi (Βάθη) \| Rajanova heute Vathi (Βάθη) \| \| \| \| Liblak (Planica) heute Fyska (Φύσκα) \| \| \| \| \| Gallikos (Γαλλικός) \| \| \| \| \| Gramatna heute Efkarpia (Ευκαρπία) \| \| \| \| + 10 \| Korkutovo (Kürküt) heute Terpyllos (Τέρπυλλος) \| Korkutovo (Kürküt) heute Terpyllos (Τέρπυλλος) \| \| \| \| \| \| \| \| 0 \| Sarigöl (Sarigol) heute Kristoni (Κρηστώνη) \| Sarigöl (Sarigol) heute Kristoni (Κρηστώνη) \| \| \| \| Bahnstrecke Saloniki-Konstantinopel \| \| |                     |                                                |                                                |
| Kopfbahnhof Streckenanfang (Strecke außer Betrieb) | 25                  | Snevci (Snenče) heute Kendriko (Κεντρικό)      | Snevci (Snenče) heute Kendriko (Κεντρικό)      |
| Strecke (außer Betrieb) · Kopfbahnhof Streckenanfang (Strecke außer Betrieb) | + 11                | Rajanova heute Vathi (Βάθη)                    | Rajanova heute Vathi (Βάθη)                    |
| Strecke (außer Betrieb) · Haltepunkt / Haltestelle (Strecke außer Betrieb) |                     | Liblak (Planica) heute Fyska (Φύσκα)           | Liblak (Planica) heute Fyska (Φύσκα)           |
| Strecke (außer Betrieb) · Brücke über Wasserlauf (Strecke außer Betrieb) |                     | Gallikos (Γαλλικός)                            | Gallikos (Γαλλικός)                            |
| Abzweig geradeaus und von links (Strecke außer Betrieb) · Strecke nach rechts (außer Betrieb) |                     | Gramatna heute Efkarpia (Ευκαρπία)             | Gramatna heute Efkarpia (Ευκαρπία)             |
| Strecke (außer Betrieb) · Kopfbahnhof Streckenanfang (Strecke außer Betrieb) | + 10                | Korkutovo (Kürküt) heute Terpyllos (Τέρπυλλος) | Korkutovo (Kürküt) heute Terpyllos (Τέρπυλλος) |
| Abzweig geradeaus und von links (Strecke außer Betrieb) · Strecke nach rechts (außer Betrieb) |                     |                                                |                                                |
| Kopfbahnhof Streckenende (Strecke außer Betrieb) | 0                   | Sarigöl (Sarigol) heute Kristoni (Κρηστώνη)    | Sarigöl (Sarigol) heute Kristoni (Κρηστώνη)    |
| Bahnhof quer |                     | Bahnstrecke Saloniki-Konstantinopel            | Bahnstrecke Saloniki-Konstantinopel            |

Die Decauville-Bahn Sarigol-Snevci (griechisch γραμμή ντεκοβίλ Κρηστώνη-Κεντρικό grammi dekovil Kristoni-Kendriko) war um 1916 eine Militär-Feldbahn im Bezirk Kilkis der Region Zentralmakedonien von Griechenland. 

## Geschichte
Die etwa 25 km lange Decauville-Bahn wurde 1916 vom französischen Militär gebaut. 
Sie diente dazu, alliierte Streitkräfte im Bereich des Kroussia-Gebirges mit Baumaterial, Waffen, Munition und Nachschub zu versorgen und in der Gegenrichtung verwundete Soldaten von der Front in die Lazarette zu bringen. 
Die britische Armee übernahm die Strecke im November 1916 von den Franzosen und befestigte sie bis Ende Oktober 1917 mit schwereren Schienen mit einem Metergewicht von 16,5 kg/m (33 Pfund/Yard).

## Streckenverlauf
Die Strecke begann am Bahnhof Sarigol, an einem Bahnhof der Regelspurbahn, an dem die zu transportierenden Güter umgeladen werden mussten. Eine etwa 10 km lange Zweigstrecke bog nach Korkutovo ab. Vom 24. September 1917 bis 1. Februar 1918 wurde außerdem eine zweite, etwa 11 km lange, Zweigstrecke errichtet, die in Gramatna nach Rajanovo abbog.

## Lokomotiven
- Zwei C n2t Decauville-Dampflokomotiven der Baureihe Progress
- 1’C n2t Baldwin-Lokomotiven[3]